# Dakar
För andra betydelser, se Dakar (olika betydelser).
Dakar är huvudstad i Senegal, med cirka 1,2 miljon invånare i kommunen och 3,3 miljoner i storstadsområdet. Staden är belägen på sydsidan av det afrikanska fastlandets allra västligaste spets, Kap Verdehalvön. Dakar är bland annat känd för att ha utgjort slutmålet för långdistansrallyt Paris-Dakar-rallyt fram till och med 2009.

## Historik
Ön Gorée nära Dakar ockuperades av Nederländerna 1617, och kom under fransk kontroll 1677. Gorée var uppsamlingsplats för slavar från hela det inre Västafrika innan de sändes vidare med fartyg till Amerika från 1400-talet till 1800-talet. Ingen annanstans skeppades så många slavar ut som därifrån.[källa behövs] Det rörde sig om 300 slavar om året. Fortet D'Estrees på Gorée är i dag ett museum. Gorée står på Unescos lista över världens kultur- och naturarv.
Själva Dakar grundades 1857 av Louis Léon Faidherbe, Frankrikes guvernör i Senegal. Järnvägen till Saint-Louis öppnades 1885, och staden ersatte 1904 Saint-Louis som huvudstad för Franska Västafrika.
Från 1870-talet hade människor i Dakar samt Saint-Louis, Gorée och Rufisque rätt att rösta fram ett kommunalt styre, en generalförsamling och en representant i franska parlamentet, och 1914 röstades Blaise Diagne som första afrikan in i parlamentet.
Efter den franska kapitulationen 1940 gjorde britterna den 8 juli en aktion mot franska flottan i Dakars hamn. Den 23 september gjorde Charles de Gaulle med brittisk hjälp ett misslyckat försök att ta staden. Dakar och Västafrika slöt sig till de allierade 1943. Efter andra världskriget växte Dakars industrier kraftigt. Den var huvudstad i den kortlivade Malifederationen mellan 1959 och 1960, och blev huvudstad i Senegal vid självständigheten 1960. Dakars läge, halvvägs mellan Europa och Sydamerika, gjorde att stadens hamn och flygplats blomstrade fram till 1980-talet. På 1980-talet ledde torka, sjunkande exportintäkter och arbetslöshet till en ekonomisk nedgång i landet, vilket fick studenter och andra Dakarbor att protestera, framför allt under stora upplopp 1988.

## Geografi
Kap Verdehalvön, där Dakar ligger, är bildad av en numera slocknad vulkan som efter ett långt utbrott skapade halvön samt även Goréeön i söder, Madeleineön i väster och Ngorön i norr. Pointe des Almadies på Kap Verdehalvön utgör det afrikanska fastlandets allra västligaste punkt. 

## Klimat

### Klimattabell
|                                            | Jan | Feb | Mar | Apr | Maj | Jun | Jul | Aug | Sep | Okt | Nov | Dec |
| ------------------------------------------ | --- | --- | --- | --- | --- | --- | --- | --- | --- | --- | --- | --- |
| Normaldygnets maximitemperaturs medelvärde | 26  | 27  | 27  | 27  | 29  | 31  | 31  | 31  | 32  | 32  | 30  | 27  |
| Normaldygnets minimitemperaturs medelvärde | 18  | 17  | 18  | 18  | 20  | 23  | 24  | 24  | 24  | 24  | 23  | 19  |
|                                            |     |     |     |     |     |     |     |     |     |     |     |     |
| Nederbörd                                  | 0   | 0   | 0   | 0   | 0   | 18  | 89  | 254 | 132 | 38  | 3   | 8   |

| Diagram | temperaturer i °C • månadsnederbörd i mm • Källa: BBC Weather Centre | temperaturer i °C • månadsnederbörd i mm • Källa: BBC Weather Centre | temperaturer i °C • månadsnederbörd i mm • Källa: BBC Weather Centre | temperaturer i °C • månadsnederbörd i mm • Källa: BBC Weather Centre | temperaturer i °C • månadsnederbörd i mm • Källa: BBC Weather Centre | temperaturer i °C • månadsnederbörd i mm • Källa: BBC Weather Centre | temperaturer i °C • månadsnederbörd i mm • Källa: BBC Weather Centre | temperaturer i °C • månadsnederbörd i mm • Källa: BBC Weather Centre | temperaturer i °C • månadsnederbörd i mm • Källa: BBC Weather Centre | temperaturer i °C • månadsnederbörd i mm • Källa: BBC Weather Centre | temperaturer i °C • månadsnederbörd i mm • Källa: BBC Weather Centre | temperaturer i °C • månadsnederbörd i mm • Källa: BBC Weather Centre |
|         | 0 26 18                                                              | 0 27 17                                                              | 0 27 18                                                              | 0 27 18                                                              | 0 29 20                                                              | 18 31 23                                                             | 89 31 24                                                             | 254 31 24                                                            | 132 32 24                                                            | 38 32 24                                                             | 3 30 23                                                              | 8 27 19                                                              |

## Stad och storstadsområde

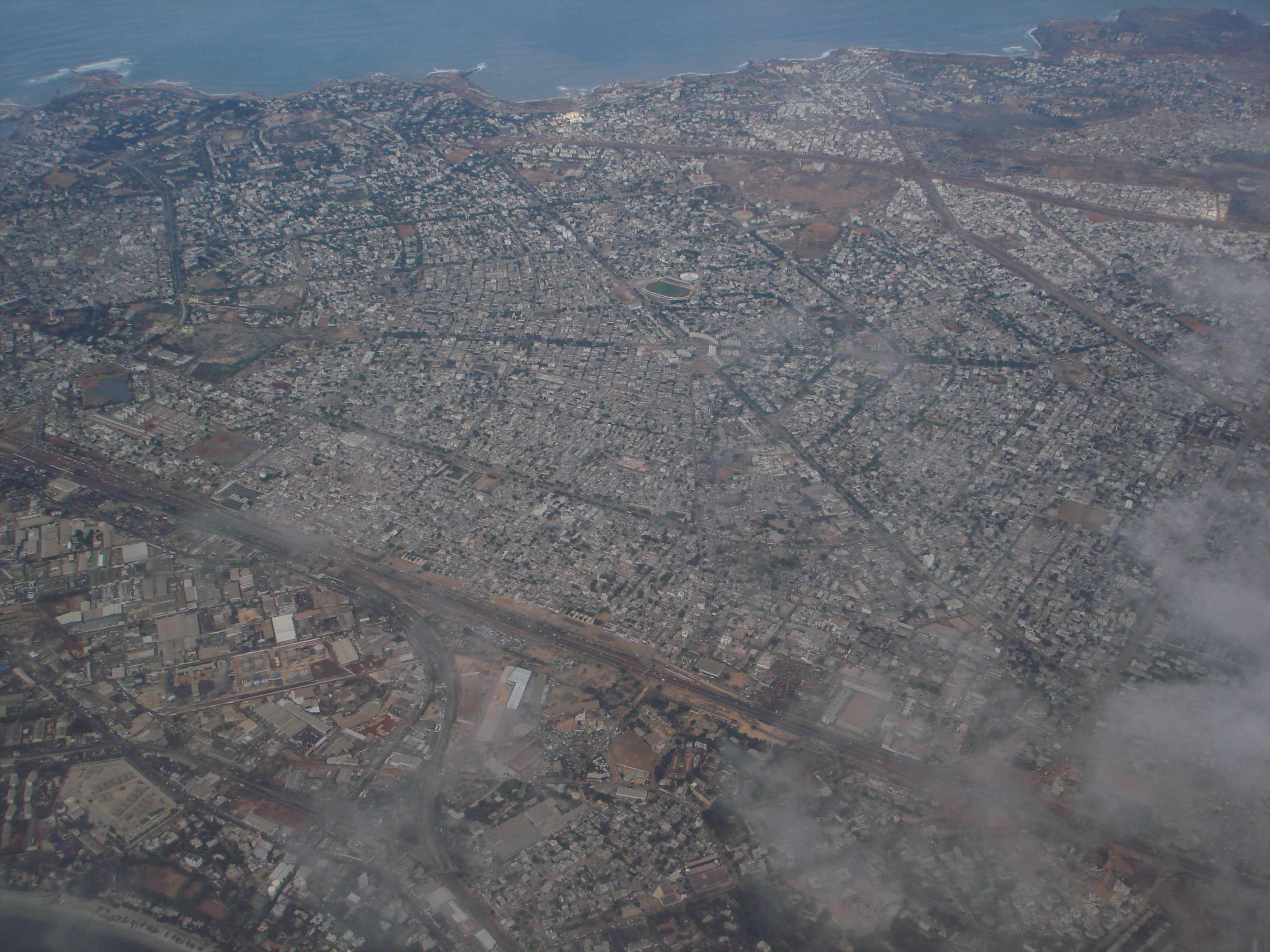
Flygbild över Dakar.

Dakar är en modern stad med breda gator. Centrala Dakar utgörs av en kommun, Commune de Dakar, och hade en beräknad folkmängd av 1 216 738 invånare 2015.
Det sammanhängande storstadsområdet breder ut sig i öster, in i de folkrika förortskommunerna Guédiawaye och Pikine, och vidare längs kusten till Rufisque och Bargny. Storstadsområdet motsvaras i stora drag av den administrativa Dakarregionen, Région de Dakar, som omfattar fyra departement som är vidare indelade i mindre enheter. Regionen beräknades ha 3 330 692 invånare 2015.

## Näringsliv och kommunikationer

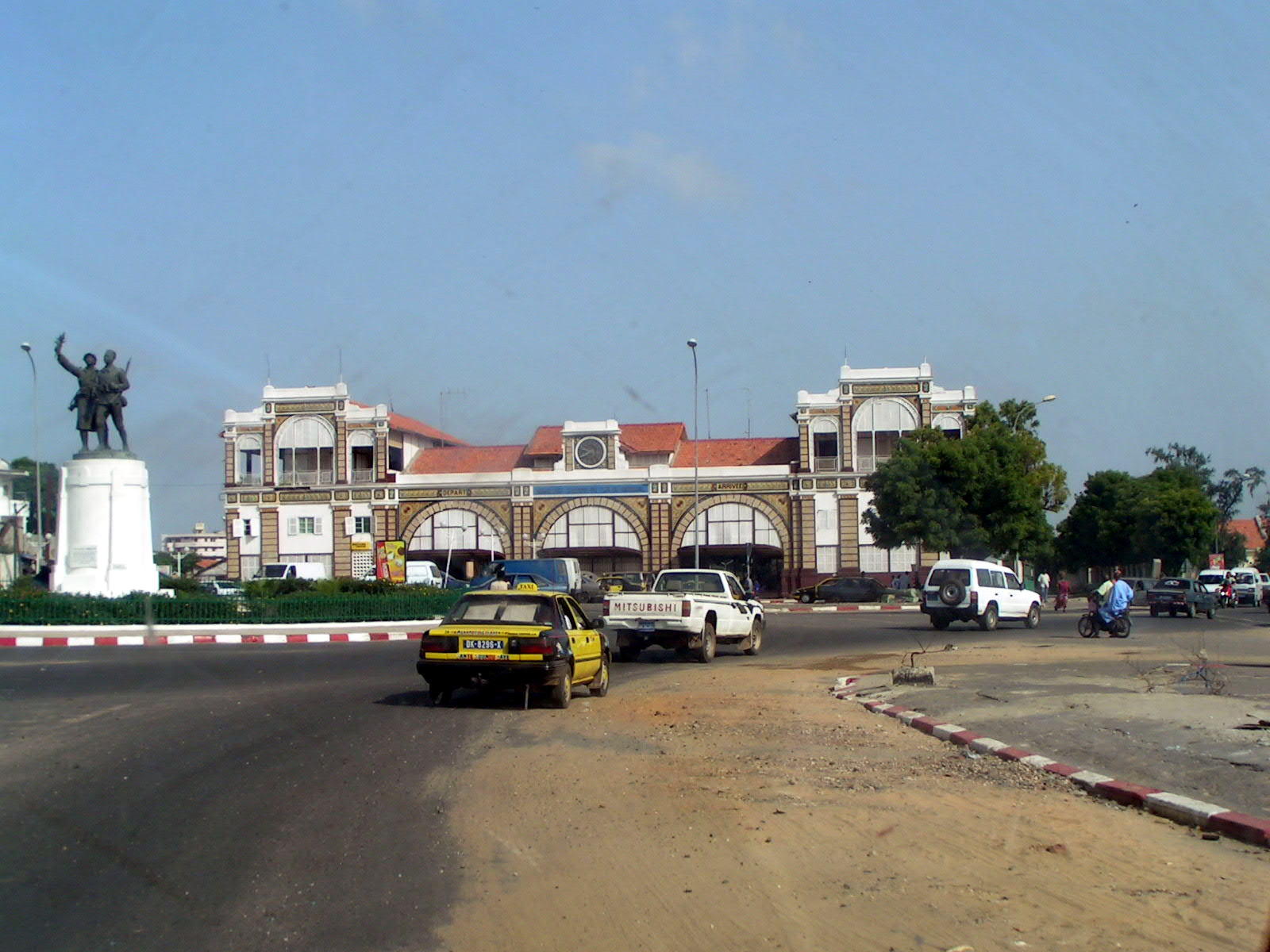
Järnvägsstationen i Dakar

Dakar är ett viktigt kommunikationsnav, och en av de viktigaste hamnstäderna i Västafrika. Hamnen har varv och torrdocka. Dakar är även en flotthamn med plats för även de största fartygen, och en viktig fiskehamn. Hamnen samlar skepp från hela världen. Järnvägen, som i och med att den öppnades 1885 är den äldsta i Västafrika, leder till Bamako i Mali och åt nordöst till Saint-Louis. Dakar har en internationell flygplats, Dakar-Blaise Diagnes flygplats, som har förbindelser med både europeiska och sydamerikanska flygbolag. Staden är landets industricentrum, och framställer bland annat jordnötter, kapok, fosfat, textilier, fiskkonserver och skinn. Industrin omfattar bland annat  bryggerier, fiskeindustri och oljeraffinering. Sedan 1957 finns ett universitet.

## Kända personer
- Didier Awadi, rappare
- Akon, musiker
- Youssou N'Dour, sångare
- Ofeibea Quist-Arcton, utrikeskorrespondent för NPR News
- Thione Seck, artist
- Baaba Maal, artist
- Assane Ndiaye, artist
- Baobab Orchestra
- Ségolène Royal, fransk politiker född i Dakar
- Issa, R&B artist
- Ousmane Barro, basketspelare, Marquette University
- Patrick Vieira, fotbollsspelare, Manchester City
- Ibrahim Ba, före detta fotbollsspelare
- DeSagana Diop, basketspelare, Charlotte Bobcats
- Papa Bouba Diop, fotbollsspelare, Portsmouth F.C.
- Boris Diaw, basketspelare, Charlotte Bobcats
- Cheikh Samb, basketspelare, former Los Angeles Clippers
- Patrice Evra, fotbollsspelare, Manchester United
- Macoumba Kandji, fotbollsspelare, New York Red Bulls
- Almamy, artist
- Abdoulaye Diagne-Faye, fotbollsspelare, Stoke City
- Abdoulaye Salam Fall, grundare av Seneweb.com
- Mame Biram Diouf, fotbollsspelare, Stoke City